# Garypus krusadiensis
Espèce
Garypus krusadiensis est une espèce de pseudoscorpions de la famille des Garypidae.

## Distribution
Cette espècese rencontre en Inde au Tamil Nadu sur les îles Krusadi et au Sri Lanka.

## Habitat
Cette espèce se rencontre sur le littoral.

## Description
Le mâle décrit par Harvey, Hillyer, Carvajal et Huey en 2020 mesure 3,93 mm.

## Étymologie
Son nom d'espèce, composé de krusadi et du suffixe latin -ensis, « qui vit dans, qui habite », lui a été donné en référence au lieu de sa découverte, les îles Krusadi.

## Publication originale
- Murthy & Ananthakrishnan, 1977 : Indian Chelonethi. Oriental Insects Monographs, no 4, p. 1-210.